# Chaetops aurantius
El saltarrocas del Drakensberg (Chaetops aurantius) es una especie de ave paseriforme de la familia Chaetopidae endémica de los herbazales alpinos y roquedales de las montañas Drakensberg, en el sudeste de Sudáfrica. Junto al saltarrocas del Cabo (C. frenatus) son los dos únicos miembros vivos de la familia Chaetopidae.
Es un pájaro insectívoro de tamaño medio que mide entre 23–25 cm de largo. Tiene una larga cola negra y patas fuertes. El macho tiene la cabez de color gris oscuro con listas superciliares blancas y anchas bigoteras también blancas. Su espalda y alas son de color gris oscuro. Sus partes inferiores son anaranjadas y su obispillo es rojizo.  

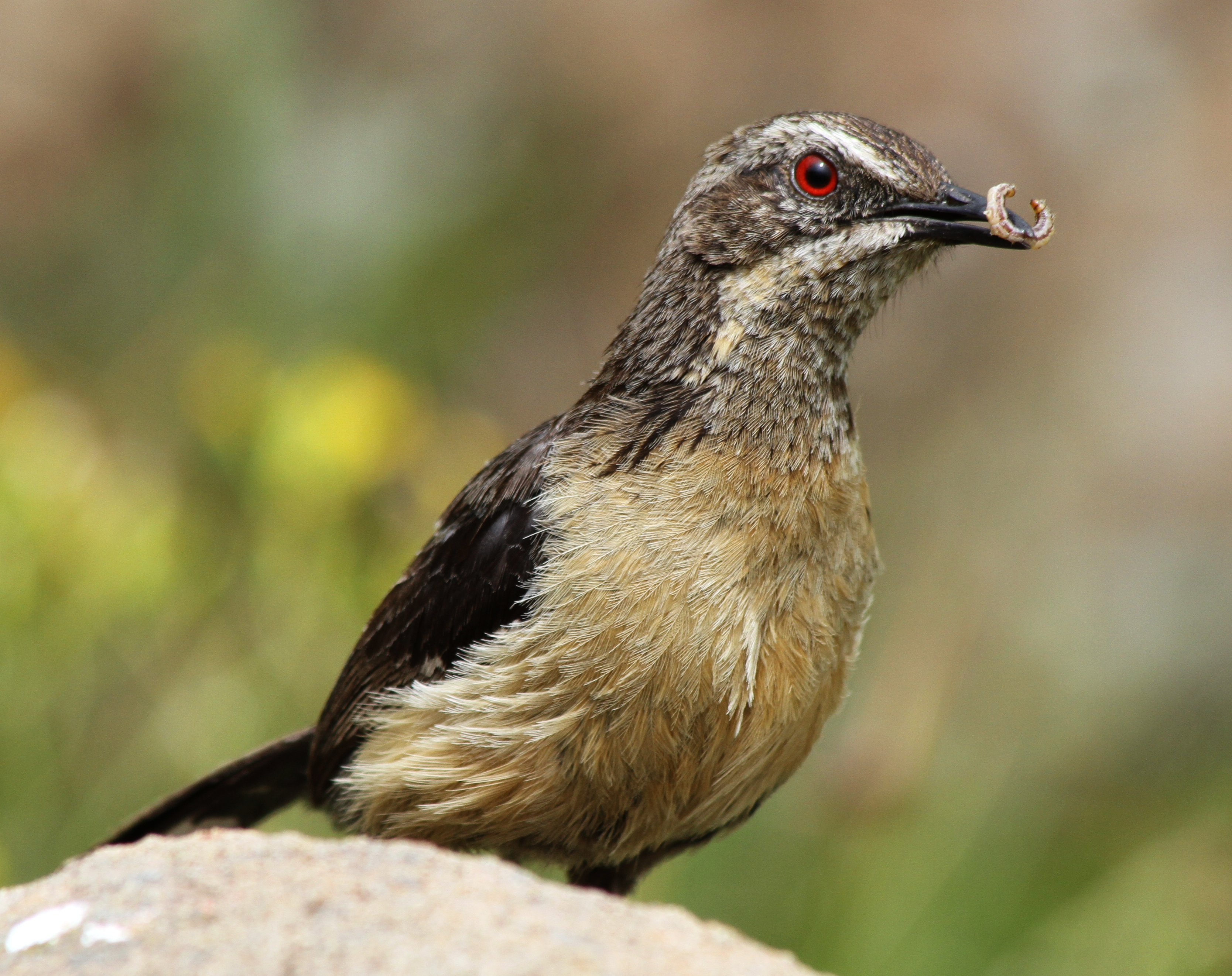
Hembra de saltarrocas de Drakensberg con una oruga.

Las hembras y los juveniles tienen las partes superiores de un color gris más claro y con un patrón de color menos contrastado. Sus partes inferiores de un tonos anteados más discretos y su obispillo son de color naranja.
Es una especie que anida en el suelo y que busca alimento en las laderas rocosas.  El canto del saltarrocas del Drakensberg consiste en un alto whiioo. Los machos del saltarrocas del Cabo tienen las partes inferiores rojizas y sus hembras y los juveniles las tienen de un color anteado más oscuro que los de C. aurantius.